# Maryan Hary
Maryan Hary, né le 27 mai 1980 au Mans, est un coureur cycliste français. Il a été professionnel de 2003 à 2009, au sein des équipes Brioches La Boulangère, devenue ensuite Bouygues Telecom, puis Cofidis.
Il est également le gendre de Gilbert Duclos-Lassalle.
Après sa carrière cyclisme, il est responsable commercial pour la compagnie d'assurances Generali.

## Biographie
Il commence sa carrière professionnelle en 2003 dans l'équipe cycliste Brioches La Boulangère. Auparavant, il est pendant deux ans stagiaire dans l'équipe Bonjour (prédécesseur de Brioches La Boulangère) qui découvre ses talents de grimpeur. C'est pendant cette période qu'il remporte le 23e Paris-Tours en tant qu'espoir. Sa première victoire professionnelle est une étape du Tour de l'Ain en 2003. La même année, il participe au Tour de France et finit 130e au classement général. L'année suivante, la Grande Boucle se termine pour lui à la cinquième étape, il arrive trop tard à l'arrivée. Le même jour son coéquipier Thomas Voeckler prend le maillot jaune qu'il garde pendant dix jours.
En 2005 et 2006, Hary participe avec son équipe Bouygues Telecom au UCI Pro Tour. Toutefois, à la suite d'une chute grave lors du Dauphiné Libéré, victime de fractures aux vertèbres, il doit faire une pause de presque un an.
En 2010, son contrat n'est pas renouvelé avec l'équipe cycliste Cofidis et il se retrouve sans équipe.

## Palmarès

### Palmarès amateur
- 1998
  - Signal d'Écouves
  - 3e du Tour de Pampelune
- 2000
  - Tour du Haut-Béarn
  - 3e de la Ronde mayennaise
- 2001
  - Grand Prix Rustines
  - 2e du Tour du Haut-Béarn
- 2002
  - Tour des Pyrénées :
    - Classement général
    - 1re étape

  - Jard-Les Herbiers
  - Paris-Tours espoirs
  - 3e du Circuit U Littoral

### Palmarès professionnel
- 2003
  - 2e étape du Tour de l'Ain
  - 2e du Tour de Hesse
  - 3e de Paris-Bruxelles
- 2007
  - 2e du Grand Prix de la ville de Rennes

## Résultats sur les grands tours

### Tour de France
2 participations
- 2003 : 130e
- 2004 : hors délai (5e étape)

### Tour d'Espagne
2 participations
- 2007 : 139e
- 2008 : non-partant (5e étape)